# Luisenthal
Luisenthal est une commune allemande de l'arrondissement de Gotha, en Thuringe, et qui est administrée par la ville voisine d'Ohrdruf.

## Géographie

Situation de la commune dans l'arrondissement de Gotha

Luisenthal est située dans la forêt de Thuringe, au sud de l'arrondissement, sur l'Ohra, affluent de l'Apfelstädt, à la limite avec l'arrondissement de Schmalkalden-Meiningen à 4 km au sud d'Ohrdruf et à 20 km au sud de Gotha, le chef-lieu de l'arrondissement. La commune est administrée par la ville voisine d'Ohrdruf. La commune atteint une altitude de 869 km au Saukopf dans sa partie sud.
La commune est composée des trois villages de Luisenthal, Stutzhaus et Schwarzwald.
Communes limitrophes (en commençant par le nord et dans le sens des aiguilles d'une montre) : Ohrdruf, Wölfis, Crawinkel, Oberhof et Gräfenhain.

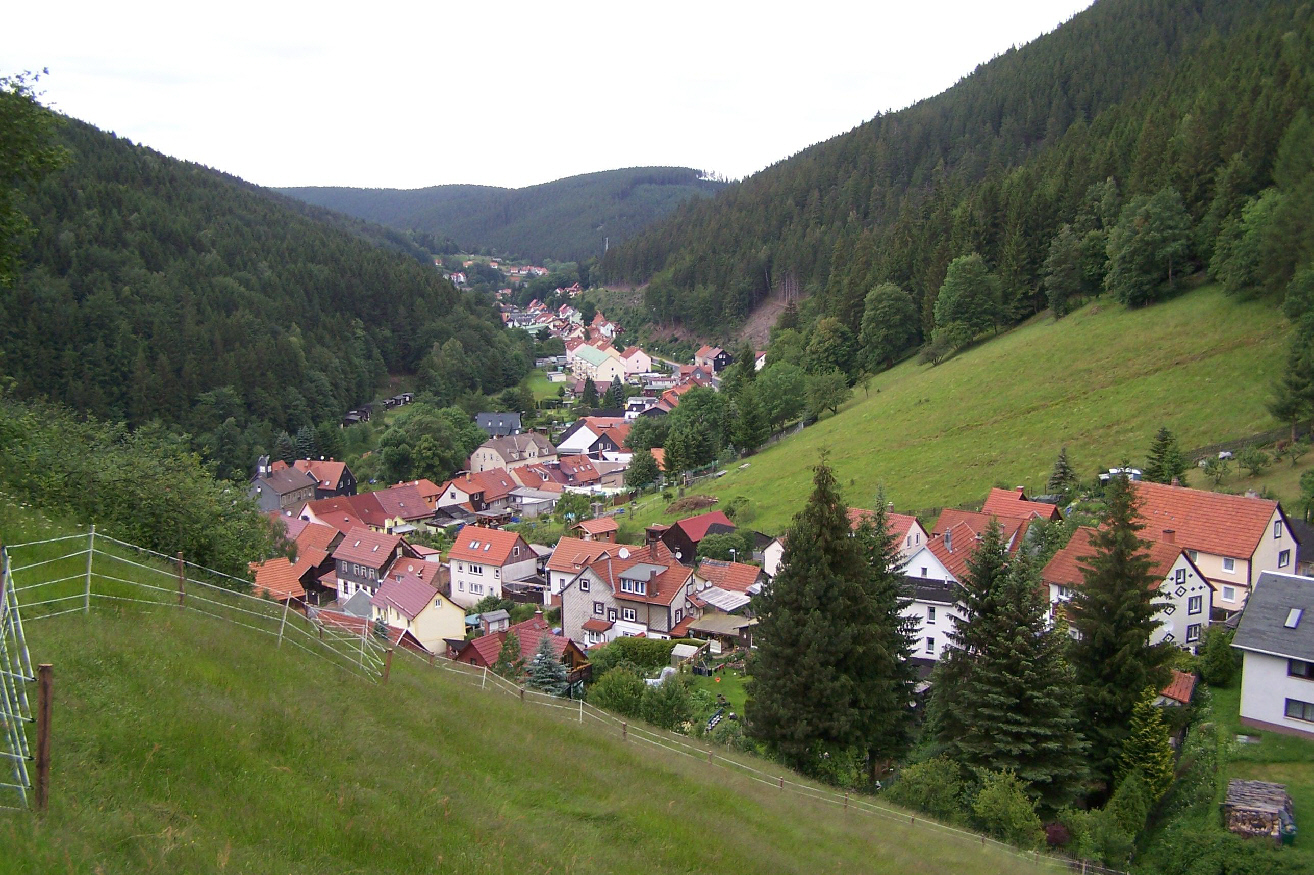
Le village de Luisenthal dans la vallée de l'Ohra

## Histoire
Schwarzwald est le village le plus ancien, il est mentionné dès 919 sous le nom de Waldsazi. Un château fort, possession des comtes de Käfernburg jusqu'en 1367 y contrôle la route entre Thuringe et Franconie. Il est ensuite acquis par les landgraves de Thuringe. De 1470 à 1535, il appartient aux comtes de Gleichen avant de devenir un des territoires de chasse favoris des ducs de Gotha. L'économie du village est basée sur l'exploitation de la forêt (charbon de bois) et des mines (forges). Une première école y est ouverte au XVIIe siècle.
La première mention de Stutzhaus date de 1659 mais il fut créé au XVIe siècle après l'autorisation donnée par les ducs de Gotha d'effectuer des défrichements le long de l'Ohra en 1569. Le village de Luisenthal, baptisé ainsi en l'honneur de sa femme, Louise-Dorothée de Saxe-Meiningen par le duc Frédéric Ier de Saxe-Gotha-Altenbourg, est créé après l'acquisition en 1752 d'une fonderie de cuivre qui fonctionnera jusqu'en 1877.
Le raccordement de Luisenthal au réseau ferré en 1876 permet dès 1881, le développement du tourisme.
La commune fait alors partie du duché de Saxe-Cobourg-Gotha et de l'arrondissement d'Ohrdruf. En 1920, la commune est intégrée à l'arrondissement de Gotha.
Pour couvrir les besoins en eau potable de la Thuringe, la construction d'un barrage sur l'Ohra (Ohra-Talsperre) est décidée en 1930. Il faut attendre 1957 pour qu'elle débute effectivement, le barrage entre en service en 1966. Aujourd'hui, haut de 55 m, il sert à l'alimentation en eau potable de 700 000 personnes et a créé un lac de retenue de 18 millions de m3.
En 1952, les trois villages de Luisenthal, Stutzhaus et Schwarzwald fusionnent et la nouvelle commune est intégrée dans le district est-allemand d'Erfurt avant de rejoindre l'arrondissement de Gotha lors du rétablissement du land de Thuringe en 1990.

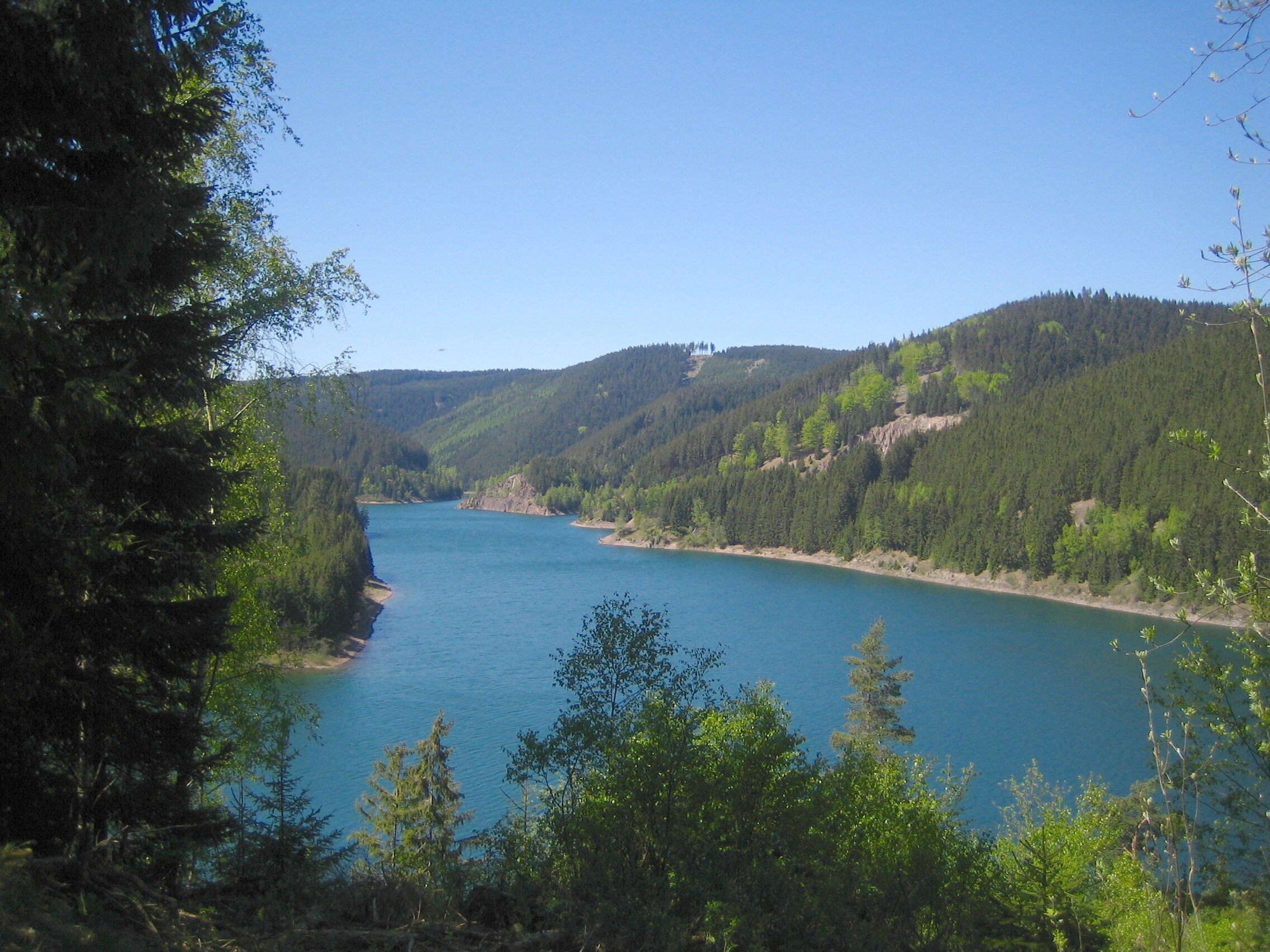
le lac de barrage de l'Ohra

## Démographie
| 1910  | 1933  | 1939  | 1995  | 2000  | 2005  | 2010  |
| ----- | ----- | ----- | ----- | ----- | ----- | ----- |
| 1 783 | 1 900 | 1 872 | 1 558 | 1 521 | 1 425 | 1 304 |

## Politique
À l'issue des élections municipales du 7 juin 2009, le Conseil municipal, composé de 12 sièges, est composé comme suit :
| Parti     | Nombre de conseillers | Pourcentage de voix |
| --------- | --------------------- | ------------------- |
| SPD       | 8                     | 67,2 %              |
| CDU       | 2                     | 16,4 %              |
| Die Linke | 2                     | 16,4 %              |

## Communications
Luisenthal s'étend le long de la vallée de l'Ohra et est traversée par la route L3247 Ohrdruf-Oberhof-Zella-Mehlis-Suhl-Schleusingen.
La commune est desservie par la ligne de chemin de fer Gotha-Gräfenroda.

## Musée
un musée est installé dans l'ancienne brasserie ducale de Stutzhaus.

## Jumelage
Karben (Allemagne) depuis 1992 dans l'arrondissement de Wetterau en Hesse.